# Dorpspruit (Buffalo)
El Dorpspruit és un rierol que flueix al nord-oest de KwaZulu-Natal, Sud-àfrica. El rierol desemboca al riu Buffalo a Utrecht, que després s'uneix al riu Tugela.